# Урутаи
Урутаи (порт. Urutaí) — муниципалитет в Бразилии, входит в штат Гояс. Составная часть мезорегиона Юг штата Гойас. Входит в экономико-статистический микрорегион Пирис-ду-Риу. Население составляет 3304 человека на 2006 год. Занимает площадь 626,717 км². Плотность населения — 5,3 чел./км².

## Статистика
- Валовой внутренний продукт на 2003 год составляет 25 457 087,00 реалов (данные: Бразильский институт географии и статистики).
- Валовой внутренний продукт на душу населения на 2003 год составляет 7925,62 реалов (данные: Бразильский институт географии и статистики).
- Индекс развития человеческого потенциала на 2000 год составляет 0,760 (данные: Программа развития ООН).